# Тобот (мультсериал)
Тобот — южнокорейский мультсериал производства Young Toys и Retrobot, созданный в 2010 году по мотивам автомобилей Kia Motors.
Также есть продолжение «Тобот: Герои Дэйдо» и два спин-оффа: «Тобот Атлон» (3 сезона), который выходил с 2016 по 2017 гг. и сильно отличался от «Тоботов», и «Тоботы: Детективы Галактики», первая полная перезагрузка франшизы, вышедшая в 2020 году. Качество на высоте.

## Сюжет
В процессе расследования цепочки загадочных автокатастроф, доктор Франклин Чар похищен преступниками. Этот инцидент активизирует его творение под названием «Тобот» — автомобили, которые превращаются в роботов с помощью специального ключа. Первые два Тобота доктора Чара, Тобот X и Тобот Y, доверенные его сыновьям-близнецам Райану и Кори соответственно. Тобот X — это жёлтый автомобиль Kia Soul. Он может трансформироваться в красно-голубого Тобота X, у которого на голове появляется спортивный шлем, а на руке мощная пушка (трансформация 2 уровня). Тобот Y — это голубой автомобиль Kia Cerato, в одном из сезонов стал превращаться в вертолёт. Он самый быстрый из всех тоботов. Они вместе должны бороться с преступностью и защищать окрестности своего родного города. Со временем появляются и другие пилоты, и, конечно же, новые тоботы.

## Персонажи
Люди
- Райан Чар — главный герой. Брат-близнец Кори, старше его на 10 минут. Пилот Тобота X (Икс). Ему и Кори по 9 лет (первое появление)
- Кори Чар — главный герой, брат Райана. Пилот Тобота Y. Любит футбол.
- Дилан Квон — приёмный сын Лимо Квона. Пилот Тобота Z. Ему 9 лет.
- Нейтан — старший брат Тимми, пилот Тобота W, командир Quatran’а. В 3 сезоне уезжает из Дейдо-Сити. Ему 10 лет.
- Долли Пак — одноклассница Райана и Кори. Пилот Тобота D. Хорошо стреляет из лука.
- Вера О — офицер полиции и пилот Тобота C. Дружит с Райаном и Кори.
- Франклин Чар — отец Райана и Кори и создатель тоботов. Передвигается в инвалидном кресле, в результате несчастного случая, в котором погибла его жена. В 1 сезоне был схвачен Дилуком.
- Лимо Квон — президент компании Booroong Motors. Бывший коллега доктора Чара, виновник загадочных аварий, посажен в тюрьму. Позже возвращается как помощник д-ра Чара и пилот тобота ZERO.
- Доктор Но — профессор доктора Чара и Лимо. Создатель Пёсобота, Тобота R и базы тоботов. Пилот Тобота R до Неона.
- Неон — друг Райана, Кори и Дилана. Пилот Тобота R. Живёт в деревне. Ему 17 лет.
- Дилук Октавий — приспешник Лимо в начале 1 сезона. Позже работает на Акни и Тома Фитиля. В 3 сезоне почти становится Боссом компании, но ему мешает мистер Тауэрс. В Героях Дэйдо теперь в банде Гэллоуэй, который состоит из Юджина, Валери и Босса Карра, а также в котором находится доктор М
- Акни — антагонист второй половины 1 сезона и начала 2 сезона. Бывший босс Дилука. Настоящее имя Сора. Раньше училась с доктором Чар и Лимо, и после этого, когда Чар выиграл конкурс, она ему не простила.
- Том Фитиль — очень известный бизнесмен, создатель ресторанов Еда у Фитиля. У него очень много поклонниц. Главный антагонист 2 сезона.
- Мистер Холмс — ассистент и финансовый советник Тома Фитиля, а позже Дилука. У него хорошие отношения с Дилуком.
- Анжела — ассистентка Лимо, а позже Дилука. Однокурсница Лимо. Очень изобретательная. Пилот Боксёрбота.
- Мистер Тауэрс — босс компании. Назначен Вангом в 4 сезоне.
- Мистер Магико — фокусник. Помощник Тауэрса.
- Директор Ванг — владелец компании.
- Лейла — подруга Долли Пак. Живёт за городом, недалеко от базы тоботов. Помогает Долли с фанатским сайтом.
- Тимми — младший брат Нейтана. Знает о тоботах всё. Часто болеет.
- Лиам Кук — сын тренера Кука и пилот Тобота К. Увлекается восточными единоборствами.
- Пакстон — почтальон и пилот Тобота V.
- Ноа — пилот Тобота T. Очень любит природу.
- Тренер Кук — отец Лиама и дядя доктора Но. Любит тэквондо.
- Райли — Работает в автомастерской Франклина Чара и Лимо Квона.
- Кейли — Подруга Хана, Бена и Патрона, а также и Дэона. Состоит в Школьной футбольной сборной команде.
- Бен — Друг Хана, Патрона, Дэона и Кейли. Состоит в Школьной футбольной сборной команде.
- Патрон - Друг Бена, Дэона, Хана и Кейли. Также состоит в Школьной футбольной сборной команде.
- Юджин — Злодей, который работает на Босса Карра, состоит в банде Гэллоуэй.
- Валери - Злодейка, который работает на Босса Карра, состоит в банде Гэллоуэй.
- Босс Карра — Злодейка, у него работают Дилук Октавий, Юджин и Валери

Тоботы
- Тобот X — оранжевый робот, управляемый Райаном Чаром. Создан Франклином Чаром для защиты семьи. Главный навык — сила. Реальный прототип — Kia Soul. Герои Дэйдо — Hyundai Ioniq 5
- Тобот Y — голубой робот, управляемый Кори Чаром. Главный навык — скорость. В 3 сезоне становится вертолётом. Реальный прототип — Kia Cerato. Герои Дэйдо — Hyundai Elantra
- Тобот Z — красный робот, созданный Лимо Квоном для своего сына Дилана. Умеет лазить по зданиям (режим «Паук»). Реальный прототип — Kia Sportage. Его пилоты — Дилан Квон и Хан Ли. Герои Дэйдо — Hyundai Staria 2022
- Тобот W — задуман доктором Но. Создан близнецами Райаном и Кори, Долли и Нейтаном. Пилот — Нейтан. Главный навык — полёт. В «Тобот. Герои Дэйдо» превращается в машинку-прототип Hyundai Motors KONA и обратно
- Тобот C — полицейский робот, пилотируемый офицером полиции Верой О. Появляется во 2 сезоне. Любит порядок и дисциплину. Не нарушает законы. Главный навык — гипер голос.
- Тобот R — красный робот-пожарный под пилотированием доктора Но. В конце 2 сезона пилотом тобота становится Неон.
- Тобот D — робот Долли Пак. Умеет находить людей по следам, а также по голосу (эху). Хорошо ориентируется на местности. Меньше других тоботов. Окрашен в зелёный цвет. Реальный прототип — Kia Picanto.
- Тобот Zero — первый робот, созданный для защиты. Создатели — Франклин Чар и Лимо Квон. В 1 сезоне выполняет криминальные приказы Лимо Квона. В 3 сезоне возвращается эвакуатором. Пилот — Лимо Квон. Цвет — белый. В героях Дэйдо теперь обычный робот-механик.
- Тобот К — тёмно-зелёный тобот, созданный доктором Но и тренером Куком. Появляется в 4 сезоне. Пилот — Лиам. Знает тхэквондо, умеет маскироваться меняя цвет кузова.
- Тобот V — почтовый робот. Пилот — Пакстон, почтальон. Появляется в 4 сезоне. Создан Франклином и Лимо. Умеет передвигаться по воде. Главный навык — равновесие.
- Тобот Т — робот-трактор. Создан вместе с Тоботом V Франклином и Лимо. Пилот — Ноа. Цвет — жёлтый. Атакует при помощи посоха.
- Тобот M, П, L: роботы-спасатели, создан Мэгги Цинк, ими управляют Кейли, Ким и Патрон, временно Кори, Райан и Дилан, постоянно ими управляет Мэгги
- Тобот A—темно-синий тобот. Он трансформируется в Hyundai Ioniq 6 и обратно. Пилот Дэон. Создатели Франклин Чар и Лимо Квон. Участвует в интеграции Tetran (Тетран). У него есть атаки: крученый бросок, захват, захват 2.0, подкат, подсечка, низкий подкат. Реальный прототип--Hyundai Ioniq 6
- Тобот Twins--сине-красный тобот. Это два тобота Jab(Джеб) и Hook(Хоук). У джеба на потолке автомобиля есть багажник, в котором хранятся силовые перчатки, используемые в режиме «Твинс». Пилот--Тимми.

Гибридные тоботы
- Titan (Титан) — комбинация Тобота X и Тобота Y. Интеграция 1 сезона, имеет расширение из Ураганого спинга и подзарядки
- Tritan (Тритан) — комбинация тоботов X, Y и Z. Интеграция 1 сезона, и в Героях Дэйдо.
- Quatran (Кватран) — комбинация тоботов W, C, R и D. Управляется одним командиром. Интеграция 2 сезона.
- Deltatron (Дельтатрон) — комбинация X, Z и D. Робот-боец. Интеграция 3 сезона.
- Giga 7 (Гига 7) — комбинация тоботов X, Y, Z, D, K, V и T. Управляется из базы тоботов. Интеграция 4 сезона.
- Neo Tritan(Нео Тритан) — комбинация тоботов X, Y и Z. Интеграция 1 сезона («Тобот. Герои Дэйдо»)
- The Trio of Rescuers (Трио Спасателей) — Комбинация тоботов М, П и L.Интеграция 1 сезона («Тобот. Герои Дэйдо»)
- Tetran (Тетран) — комбинация тоботов A, W и Twins (Jab и Hook). Интеграция 2 сезона («Тобот. Герои Дэйдо»)
- Twins (Твинс) -- комбинация тоботов  Jab(Джеб) и Hook(Хоук).Интеграция 2 сезона («Тобот. Герои Дэйдо»)